# Нижня порожниста вена

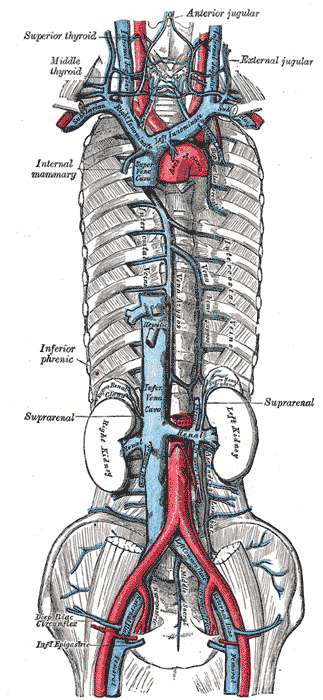

Нижня порожниста вена — велика вена, яка несе знекиснену кров з нижнього та середнього відділів тіла в праве передсердя серця. Утворюється шляхом з'єднання правої та лівої загальних клубових вен, зазвичай на рівні п'ятого поперекового хребця.
Одна з двох порожнистих великих вен, які несуть знекиснену кров від тіла до правого передсердя серця: нижня порожниста вена несе кров з нижньої половини тіла. тоді як верхня порожниста вена несе кров з верхньої половини тіла. Разом порожнисті вени (на додаток до вінцевого синуса, який несе кров від м'язів самого серця) утворюють венозні відповідники аорти. Лежить позаду черевної порожнини і проходить уздовж правого боку хребта. Утворюється шляхом з'єднання лівої та правої загальних клубових вен і приносить зібрану кров у праве передсердя серця. Він також з'єднується з незв'язковою веною (яка проходить з правого боку хребта) і венозними сплетеннями поруч зі спинним мозком.
Оскільки нижня порожниста вена розташована праворуч від серединної лінії, дренаж приток не завжди є симетричним. Праворуч гонадні вени і надниркові вени впадають безпосередньо в нижню порожнисту вену. Зліва вони впадають в ниркову вену, яка, у свою чергу, впадає в нижню порожнисту вену. Навпаки, усі поперекові та печінкові вени зазвичай впадають безпосередньо в нижню порожнисту вену.